# Södra Laggen
Södra Laggen är en sjö i Filipstads kommun i Värmland och ingår i Göta älvs huvudavrinningsområde. Sjön har en area på 2,83 kvadratkilometer och ligger 225,3 meter över havet. Sjön avvattnas av vattendraget Gullspångsälven (Svartälven).

## Delavrinningsområde
Södra Laggen ingår i det delavrinningsområde (666538-141213) som SMHI kallar för Utloppet av Södra Laggen. Medelhöjden är 258 meter över havet och ytan är 29,25 kvadratkilometer. Räknas de 35 avrinningsområdena uppströms in blir den ackumulerade arean 487,08 kvadratkilometer. Gullspångsälven (Svartälven) som avvattnar avrinningsområdet har biflödesordning 2, vilket innebär att vattnet flödar genom totalt 2 vattendrag innan det når havet efter 396 kilometer. Avrinningsområdet består mestadels av skog (69 procent) och sankmarker (11 procent). Avrinningsområdet har 2,82 kvadratkilometer vattenytor vilket ger det en sjöprocent på 9,6 procent.